# Washington, D.C., Special Flight Rules Area

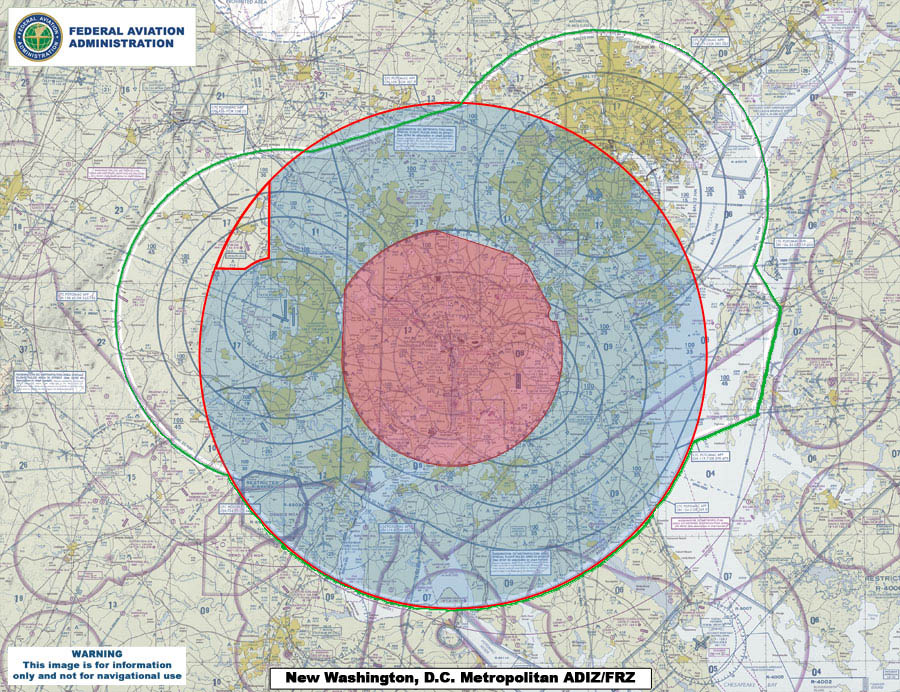
A nova ADIZ de Washington (linha vermelha) comparada à antiga ADIZ (linha verde).

A Washington, D.C., Special Flight Rules Area (também conhecida como DC SFRA; em português:  Área de Regras Especiais de Voo de Washington, D.C.) é uma área circular ao redor de Washington, D.C. na qual se aplicam requisitos adicionais de voo. Uma zona de identificação de defesa aérea (ADIZ) existe desde 10 de fevereiro de 2003, ao redor da Região Metropolitana de Baltimore-Washington para restringir o tráfego aéreo perto de Washington, D.C.
A ADIZ foi estabelecida como precursora da invasão do Iraque em 2003. Foi erroneamente associada aos ataques de 11 de setembro de 2001 como uma medida temporária para evitar novos ataques.[carece de fontes?] Tornou-se permanente em 2008.
Apesar dos esforços da Administração Federal de Aviação (FAA) para informar os pilotos sobre a ADIZ, ainda há muitas incursões não autorizadas de pilotos desavisados. Um piloto que violar os limites pode ser interceptado por aeronaves militares e escoltado até o aeroporto mais próximo.

## Criação
A ADIZ (agora conhecida por seus componentes, a Zona de Restrição de Voo e a Área de Regras Especiais de Voo) foi criada pela FAA em resposta às demandas de um grupo de trabalho que se tornou formalizado como Centro de Coordenação da Região da Capital Nacional. O Congresso dos EUA nunca legitimou essas restrições, e qualquer consideração de se opor às ações do Poder Executivo tornou-se politicamente desagradável após dois acidentes que levaram à evacuação do Capitólio. Um envolveu um avião que transportava Ernie Fletcher, o governador do Kentucky, o que levou a uma evacuação em 2004. O outro, quase um ano depois, envolveu um Cessna 150 pilotado por um piloto aluno acompanhado por um piloto que não estava familiarizado com as regras da ADIZ, usando um gráfico desatualizado.

## Localização

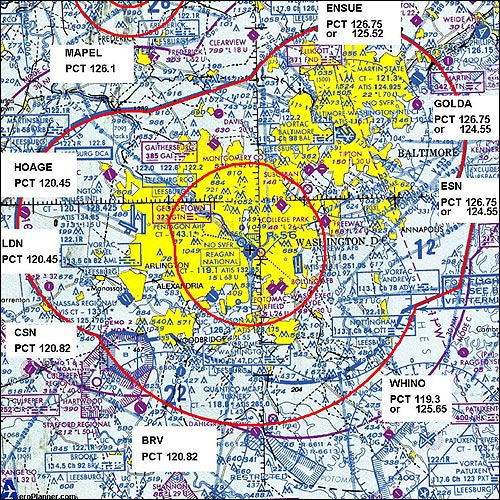
Os antigos pontos de referência oficiais de entrada e saída da ADIZ.

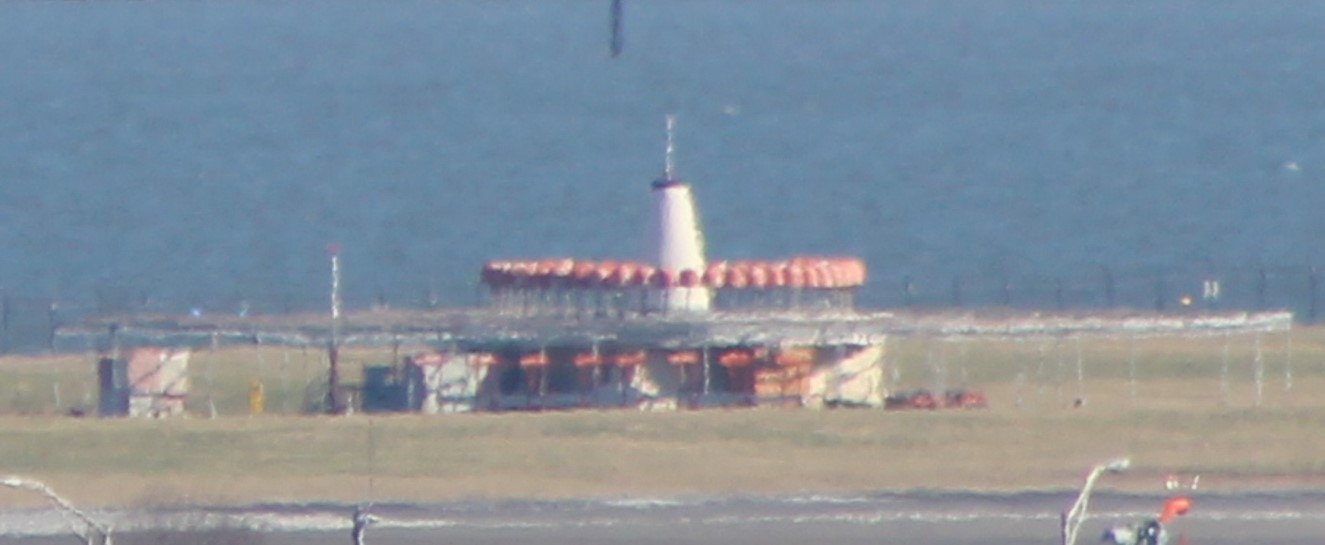
Foto da Estação Terrestre DCA VOR/DME localizada no Aeroporto Nacional Ronald Reagan.

A ADIZ original de Washington era aproximadamente coextensiva ao espaço aéreo Classe B ao redor de Washington. Em 30 de agosto de 2007, as dimensões da ADIZ foram alteradas para um círculo de 30 milhas náuticas (56 km) de raio, centrado no VOR/DME do Aeroporto Nacional Ronald Reagan de Washington (DCA) (localizado em 38° 51′ 34″ N, 77° 02′ 11″ O), com um pequeno recorte triangular para o Aeroporto Executivo de Leesburg (JYO). Essa mudança reduziu o tamanho da ADIZ em 1,800 sq mi (4,700 km2) e removeu 33 aeroportos de sua cobertura.

### Zona de restrição de voo
Dentro da ADIZ, há uma zona ainda mais sensível, designada Zona de Restrição de Voo da Região Metropolitana de Washington, D.C. (DC FRZ). A FRZ de DC se estende por aproximadamente 13 a 15 milhas náuticas (24 a 28 km) ao redor do VOR/DME do DCA. O voo dentro da FRZ é restrito a voos governamentais, alguns voos comerciais regulares e um conjunto limitado de voos isentos. Dois aeroportos de aviação geral (conhecidos como "Maryland 3" ou "DC 3") estão localizados dentro da FRZ de DC: o Aeroporto de College Park (CGS) e o Aeroporto Potomac (VKX). O Aeroporto Executivo de Washington/Hyde Field (W32) fechou permanentemente em 2022.

## Oposição pública
Grupos de pilotos, liderados pela Aircraft Owners and Pilots Association (AOPA), argumentaram que a ADIZ é desnecessária e tem um efeito prejudicial na economia de pequenos aeroportos e empresas relacionadas à aviação dentro e perto da ADIZ. Pilotos envolvidos na aplicação da lei descreveram a ADIZ como um "fardo grande e desnecessário para pilotos e controladores de tráfego aéreo, com quase nenhum benefício de segurança aumentado." A AOPA e outros grupos esperam persuadir o Congresso a suspender ou aliviar as restrições da ADIZ do espaço aéreo de Washington – ou, pelo menos, melhorar drasticamente seus aspectos operacionais.
Em 2006, a FAA emitiu um Aviso de Proposta de Regulamentação (NPRM), número de processo 17005, referente à permanenteização das regras temporárias. Mais de 20.000 respostas foram recebidas, a grande maioria delas contrária à permanenteização das regras temporárias. A FAA realizou duas audiências públicas na região de Washington, D.C., sobre o NPRM. Todos os oradores se opuseram à permanenteização do NPRM [carece de fontes?]. A FAA publicou as transcrições das audiências públicas. As transcrições foram posteriormente retiradas do público, pois supostamente continham Informações de Segurança Sensíveis, mas foram devolvidas após análise.

## Mudanças subsequentes
Em 30 de agosto de 2007, a FAA implementou novas regras para controladores de tráfego aéreo e emitiu NOTAMs revisados para pilotos que voam na ADIZ. Embora os NOTAMs e os procedimentos da FAA determinem que nenhum serviço de radar será fornecido aos pilotos, a menos que solicitado, os controladores de tráfego aéreo da Potomac TRACON estão prestando tais serviços. Isso se deve a um memorando do Gerente de Tráfego Aéreo da Potomac TRACON aos controladores de tráfego aéreo, declarando que um determinado parágrafo (2-1-2) do Manual de Controle de Tráfego Aéreo (7110.65) ainda é aplicável à prestação de Serviços de Segurança do ATC.
A partir de 9 de fevereiro de 2009, todos os pilotos que voam sob VFR em um raio de 60 milhas náuticas (110 km) centrado na ADIZ são obrigados a concluir o treinamento sobre a ADIZ. Este treinamento pode ser concluído online por meio de um curso chamado "Navegando na Nova ADIZ de DC" (agora "Área de Regras Especiais de Voo de DC"). Os pilotos também podem concluir o treinamento obrigatório participando de um Escritório Distrital de Padrões de Voo. Os pilotos devem obter um certificado que comprove que o treinamento foi concluído. Este certificado não é obrigatório para o piloto, mas deve ser apresentado quando solicitado pelas autoridades policiais ou outras agências. Pilotos que voam sob IFR não estão sujeitos a este requisito.
Em 17 de fevereiro de 2009, o status da ADIZ foi programado para mudar de uma restrição temporária de voo para uma área permanente com regras especiais de voo. Em 6 de fevereiro de 2009, funcionários da Casa Branca recusaram um pedido para adiar a implementação.
Em fevereiro de 2012, a Lei de Modernização e Reforma da FAA de 2012 exigiu a apresentação de um plano conjunto em 180 dias pelo Administrador da Administração Federal de Aviação, em consulta com os Secretários de Segurança Interna e de Defesa.
O plano deve delinear mudanças específicas na Área de Regras Especiais de Voo da Região Metropolitana de D.C. que diminuirão os impactos operacionais e melhorarão o acesso da aviação geral aos aeroportos na Região da Capital Nacional que atualmente são impactados pela zona.
Em junho de 2014, o tráfego do aeroporto de Leesburg recebeu autorização para realizar a prática do padrão de tráfego local sem um plano SFRA arquivado enquanto operava sob o controle da torre, sem sair do padrão.

## Sistema de alerta a laser

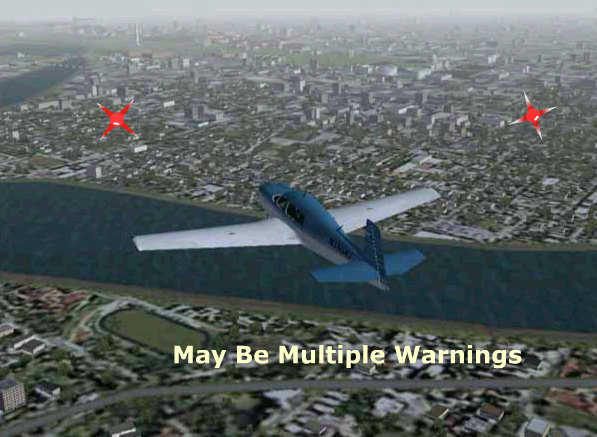
Este é um gráfico para mostrar como seria o Sistema de Alerta a Laser do NORAD.

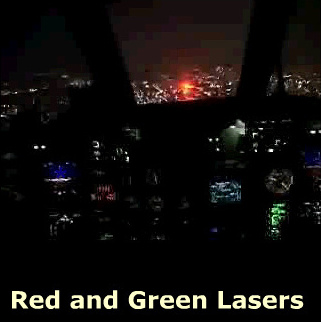
É assim que o Sistema de Alerta a Laser do NORAD ficaria em uma aeronave que entrasse em espaço aéreo restrito.

Em maio de 2005, o NORAD começou a usar um sistema de alerta a laser para alertar os pilotos que cruzam o espaço aéreo restrito. Os feixes de laser brilhantes, que piscam em vermelho-vermelho-verde, são facilmente vistos, mesmo durante o dia. Os feixes de laser podem ser vistos a uma distância de 24 a 32 km. É improvável que outros pilotos vejam os lasers porque, quando ativados, os feixes direcionais são apontados para a aeronave que cruzou o espaço aéreo restrito. Vários lasers podem ser ativados. Esses lasers não causam danos aos olhos da tripulação ou dos passageiros.